# Шесть духовных песнопений
«Шесть духовных песнопений» — цикл духовных песнопений для мужского хора a cappella русского композитора-авангардиста Николая Каретникова. Цикл был написан в 1992 году. Предположительно, замысел его создания, как и замысел создания первого цикла «Восемь духовных песнопений. Памяти Бориса Пастернака», появился благодаря протоиерею Русской православной церкви Александру Меню, с которым композитор, исповедовавший православие, был в близких отношениях. Тексты всех песнопений канонические и исполняются на старославянском языке. Цикл состоит из следующих частей:
1. «Молитва св. Ефрема Сирина»
2. «Просительная ектения»
3. «Молитва Симеона Богоприимца»
4. Антифон «Блаженны»
5. «Из пророка Исайи»
6. «Из речений Христовых»